# Barrio Nuevo, Juchitán
Barrio Nuevo är en ort i Mexiko.   Den ligger i kommunen Juchitán och delstaten Guerrero, i den södra delen av landet, 300 km söder om huvudstaden Mexico City. Barrio Nuevo ligger 100 meter över havet och antalet invånare är 165.
Terrängen runt Barrio Nuevo är huvudsakligen platt, men norrut är den kuperad. Runt Barrio Nuevo är det ganska glesbefolkat, med 29 invånare per kvadratkilometer. Närmaste större samhälle är Marquelia, 7,5 km väster om Barrio Nuevo. Omgivningarna runt Barrio Nuevo är en mosaik av jordbruksmark och naturlig växtlighet.